# Uhličitan nikelnatý
Uhličitan nikelnatý označuje jednu nebo více anorganických sloučenin obsahujících nikl a uhličitanový anion. Z průmyslového hlediska je nejdůležitější zásaditý uhličitan nikelnatý se vzorcem Ni4CO3(OH)6(H2O)4. V laboratoři je možné se setkat s NiCO3 a jeho hexahydrátem. Všechny jsou paramagnetické, mají zelenou barvu a obsahují nikelnaté kationty (Ni+2). Zásaditý uhličitan nikelnatý se používá při získávání niklu z rudy a nebo při galvanickém poniklování.

## Reakce
Uhličitan nikelnatý hydrolyzuje při kontaktu s vodnými roztoky kyselin na roztok obsahující [Ni(H2O)6]2+. Uvolňuje se voda a oxid uhličitý.
Žíháním se rozkládá na oxid nikelnatý a oxid uhličitý.
NiCO3 → NiO + CO2
Druh získaného oxidu záleží na druhu prekurzoru. Oxid získaný ze zásaditého uhličitanu nikelnatého je užitečný jako katalyzátor.
Zásaditý uhličitan nikelnatý může být získán reakcí roztoku síranu nikelnatého a uhličitanu sodného.
4 Ni2+ + CO32− + 6 OH− + 4 H2O → Ni4CO3(OH)6(H2O)4

## Využití
Využívá se v keramice a jako prekurzor katalyzátorů.

## Bezpečnost
Je nerozpustný ve vodě a je relativně toxický. Způsobuje podráždění při vdechnutí. Zabraňte prodloužené expozici, při delším působení na lidský organismus je karcinogenní a teratogenní.